# S/2009 S 1
S/2009 S1 és la designació provisional d'un petit satèl·lit de Saturn. Fou descobert per Carolyn Porco en una foto de la Sonda Cassini del 26 de juliol de 2009. per l'ombra que projectava sobre la superfície de l'anell en sobresortir uns 150 metres per damunt de l'anell. La imatge es va prendre a uns 296.000 km de Saturn.

## Característiques
S/2009 S 1 2 té un diàmetre d'uns 400 metres, i orbita Saturn a una distància mitjana de 117.000 en la part exterior de l'anell B de Saturn.

## Denominació
Com que la seva òrbita encara no ha estat determinada amb precisió, el satèl·lit conserva la seva designació provisional que indica que fou el primer satèl·lit descobert al voltant de Saturn l'any 2009.